# Wilhelm von Wolf (Verwaltungsjurist)
Wilhelm Wolf, seit 1917 Ritter von Wolf, (* 30. Januar 1869 in Bad Dürkheim; † 6. Januar 1943 in München) war ein deutscher Verwaltungsjurist und Ministerialbeamter in Bayern.

## Leben
Wolf war ein Sohn des Küfermeisters Adolph Wolf in Bad Dürkheim und dessen Ehefrau Maria Magdalena, geborene Wernz aus Grethen. Er studierte Rechtswissenschaften an der Ludwig-Maximilians-Universität München und wurde dort 1888 er Mitglied des Corps Isaria. 1895 zum Dr. iur.  promoviert, trat er 1892 in den Verwaltungsdienst des Königreichs Bayern, den er beim Amtsgericht München I, beim Landgericht München II und einem Münchner Rechtsanwalt ableistete. Im Dezember 1894 bestand er den Staatskonkurs. 1895 wurde er Anwaltskonzipient in München, im Dezember 1895 Akzessist im Rechnungskommissariat der Regierung von Oberbayern, 1896 Retsakzessist im Finanzministerium, 1897 Rechnungskommissär, 1898 Regierungsassessor und Fiskaladkunkt in Augsburg, 1902 Regierungs- und Fiskalrat, 1906 Regierungsrat im Bayerischen Finanzministerium. 1909 wurde er zum stellvertretenden Bevollmächtigten beim Bundesrat (Deutsches Reich) in Berlin ernannt. 1910 wurde er Ministerialrat und 1916 Ministerialdirigent. Durch König Ludwig III. wurde er mit dem Ritterkreuz des Verdienstordens der Bayerischen Krone beliehen. Damit verbunden war die Erhebung in den persönlichen Adelstand und er durfte sich nach der Eintragung in die Adelsmatrikel am 12. September 1917 „Ritter von Wolf“ nennen.
1923, in einem der schwierigsten Jahre der Weimarer Republik, ernannte ihn die Regierung des Freistaats Bayern zum Staatsrat im Finanzministerium. Ab 1928 war er Präsident der Bayerischen Staatsbank. Am 30. Juni 1934 trat er in den Ruhestand.